# Крупнейшие университеты России по количеству студентов
Крупнейшие университеты России по количеству студентов — список крупнейших университетов России, ранжированный по количеству студентов, проходящих обучение по программам высшего образования.
По данным Мониторинга Министерства науки и высшего образования РФ в 2023 году в России функционировали 1206 организаций высшего образования: 898 государственных и муниципальных и 308 частных университетов, в которых в 2023 году обучались 4 167 532 студента.
В 2023 году в ста крупнейших вузах Российской Федерации обучалось 1 764 734 студента.
В Топ-10 крупнейших вузов России обучается от 28 до 43 тысяч студентов.
Более 30 тысяч студентов обучается в шести университетах: на первом месте — Московский финансово-промышленный университет «Синергия» (43 222 студента), на втором — Московский государственный университет имени М. В. Ломоносова (39 282 студента), третье место занимает Уральский федеральный университет имени первого Президента России Б. Н. Ельцина (38 797 студентов). Четвёртое место — Национальный исследовательский университет «Высшая школа экономики» (38 757 студентов), пятое место — Казанский (Приволжский) федеральный университет (38 653 студентов), на шестом месте — Российский университет Дружбы народов имени Патриса Лумумбы, в котором обучаются 31 759 студентов.
Остальные университеты, входившие в 2023 году в топ-100 крупнейших по количеству студентов, насчитывают от 10 до 30 тысяч студентов.

## Топ-100 крупнейших университетов России
Список крупнейших университетов России по количеству студентов, проходящих обучение по программам высшего образования (по состоянию на 2023 год).
| №   | Название                                                                                         | Эмблема/герб | Город                                           | Год основания                  | Количество студентов (чел.) | Примечания                                                                        |
| --- | ------------------------------------------------------------------------------------------------ | ------------ | ----------------------------------------------- | ------------------------------ | --------------------------- | --------------------------------------------------------------------------------- |
| 1   | Московский финансово-промышленный университет «Синергия»                                         |              | Москва                                          | 1995                           | 43222                       |                                                                                   |
| 2   | Московский государственный университет имени М. В. Ломоносова                                    |              | Москва                                          | 1755                           | 39828                       |                                                                                   |
| 3   | Уральский федеральный университет имени первого Президента России Б. Н. Ельцина                  |              | Екатеринбург                                    | 1920                           | 38797                       |                                                                                   |
| 4   | Национальный исследовательский университет «Высшая школа экономики»                              |              | Москва, Санкт-Петербург, Нижний Новгород, Пермь | 1992                           | 38757                       |                                                                                   |
| 5   | Казанский (Приволжский) федеральный университет                                                  |              | Казань                                          | 1804                           | 38653                       |                                                                                   |
| 6   | Российский университет дружбы народов имени Патриса Лумумбы                                      |              | Москва                                          | 1960                           | 31759                       |                                                                                   |
| 7   | Российский университет транспорта                                                                |              | Москва                                          | 1896                           | 29643                       |                                                                                   |
| 8   | Санкт-Петербургский политехнический университет Петра Великого                                   |              | Санкт-Петербург                                 | 1899                           | 29128                       |                                                                                   |
| 9   | Донской государственный технический университет                                                  |              | Ростов-на-Дону                                  | 1930                           | 28916                       |                                                                                   |
| 10  | Российская академия народного хозяйства и государственной службы при Президенте РФ               |              | Москва                                          | 1977                           | 28516                       |                                                                                   |
| 11  | МИРЭА — Российский технологический университет                                                   |              | Москва                                          | 1947                           | 27838                       |                                                                                   |
| 12  | Уфимский университет науки и технологий                                                          |              | Уфа                                             | 1909, 1932                     | 26919                       | образован путём слияния в 2022 году БашГУ (создан в 1909) и УГАТУ (создан в 1932) |
| 13  | Сибирский федеральный университет                                                                |              | Красноярск                                      | 2006                           | 25208                       |                                                                                   |
| 14  | Южный федеральный университет                                                                    |              | Ростов-на-Дону, Таганрог                        | 1915                           | 24762                       |                                                                                   |
| 15  | Московский международный университет                                                             |              | Москва                                          | 1991                           | 24319                       |                                                                                   |
| 16  | Финансовый университет при Правительстве Российской Федерации                                    |              | Москва                                          | 1919                           | 24290                       |                                                                                   |
| 17  | Кубанский государственный университет                                                            |              | Краснодар                                       | 1920                           | 23561                       |                                                                                   |
| 18  | Санкт-Петербургский государственный университет                                                  |              | Санкт-Петербург                                 | 1724                           | 23378                       |                                                                                   |
| 19  | Московский государственный технический университет имени Н. Э. Баумана                           |              | Москва                                          | 1830                           | 23150                       |                                                                                   |
| 20  | Московский педагогический государственный университет                                            |              | Москва                                          | 1872                           | 21627                       |                                                                                   |
| 21  | Крымский федеральный университет имени В. И. Вернадского                                         |              | Симферополь                                     | 1918                           | 20536                       |                                                                                   |
| 22  | Тольяттинский государственный университет                                                        |              | Тольятти                                        |                                | 20202                       |                                                                                   |
| 23  | Национальный исследовательский Нижегородский государственный университет им. Н. И. Лобачевского  |              | Нижний Новгород                                 | 1916                           | 20096                       |                                                                                   |
| 24  | Московский финансово-юридический университет МФЮА                                                |              | Москва                                          |                                | 20031                       |                                                                                   |
| 25  | Южно-Уральский государственный университет (национальный исследовательский университет)          |              | Челябинск                                       | 1943                           | 19644                       |                                                                                   |
| 26  | Дальневосточный федеральный университет                                                          |              | Владивосток                                     | 1899                           | 19383                       |                                                                                   |
| 27  | Российский государственный педагогический университет им. А. И. Герцена                          |              | Санкт-Петербург                                 | 1797                           | 19360                       |                                                                                   |
| 28  | Белгородский государственный национальный исследовательский университет                          |              | Белгород                                        | 1876                           | 19188                       |                                                                                   |
| 29  | Тульский государственный университет                                                             |              | Тула                                            | 1930                           | 18895                       |                                                                                   |
| 30  | Российский экономический университет имени Г. В. Плеханова                                       |              | Москва                                          | 1907                           | 18655                       |                                                                                   |
| 31  | Национальный исследовательский университет «МЭИ»                                                 |              | Москва                                          | 1930                           | 18619                       |                                                                                   |
| 32  | Чувашский государственный университет имени И. Н. Ульянова                                       |              | Чебоксары                                       | 1967                           | 18578                       |                                                                                   |
| 33  | Первый Московский государственный медицинский университет имени И. М. Сеченова                   |              | Москва                                          | 1758                           | 18125                       |                                                                                   |
| 34  | Воронежский государственный университет                                                          |              | Воронеж                                         | 1918                           | 18033                       |                                                                                   |
| 35  | Тюменский индустриальный университет                                                             |              | Тюмень                                          | 1963                           | 17496                       |                                                                                   |
| 36  | Пензенский государственный университет                                                           |              | Пенза                                           | 1943                           | 17450                       |                                                                                   |
| 37  | Северо-Кавказский федеральный университет                                                        |              | Ставрополь                                      | 1930                           | 17418                       |                                                                                   |
| 38  | Санкт-Петербургский государственный университет промышленных технологий и дизайна                |              | Санкт-Петербург                                 | 1930                           | 17168                       |                                                                                   |
| 39  | Московский авиационный институт (национальный исследовательский университет)                     |              | Москва                                          | 1930                           | 17117                       |                                                                                   |
| 40  | Саратовский национальный исследовательский государственный университет имени Н. Г. Чернышевского |              | Саратов                                         | 1909                           | 16774                       |                                                                                   |
| 41  | Самарский государственный технический университет                                                |              | Самара                                          | 1914                           | 16579                       |                                                                                   |
| 42  | Казанский национальный исследовательский технологический университет                             |              | Казань                                          | 1890                           | 16493                       |                                                                                   |
| 43  | Самарский национальный исследовательский университет имени академика С. П. Королёва              |              | Самара                                          | 1918, 1942                     | 16243                       | создан в 2015 году путём слияния СамГУ (1918) и СГАУ (1942)                       |
| 44  | Российский государственный гуманитарный университет                                              |              | Москва                                          | 1930                           | 16163                       |                                                                                   |
| 45  | Уфимский государственный нефтяной технический университет                                        |              | Уфа                                             | 1948                           | 16122                       |                                                                                   |
| 46  | Тюменский государственный университет                                                            |              | Тюмень                                          | 1930                           | 15749                       |                                                                                   |
| 47  | Чеченский государственный университет имени А. А. Кадырова                                       |              | Грозный                                         | 1938                           | 15730                       |                                                                                   |
| 48  | Воронежский государственный технический университет                                              |              | Воронеж                                         | 1956                           | 15574                       |                                                                                   |
| 49  | Новосибирский государственный технический университет                                            |              | Новосибирск                                     | 1950                           | 15491                       |                                                                                   |
| 50  | Вятский государственный университет                                                              |              | Киров                                           | 1914                           | 15429                       |                                                                                   |
| 51  | Национальный исследовательский университет ИТМО                                                  |              | Санкт-Петербург                                 | 1900                           | 15219                       |                                                                                   |
| 52  | Кубанский государственный аграрный университет имени И. Т. Трубилина                             |              | Краснодар                                       | 1922                           | 15122                       |                                                                                   |
| 53  | Удмуртский государственный университет                                                           |              | Ижевск                                          | 1931                           | 15102                       |                                                                                   |
| 54  | Иркутский национальный исследовательский технический университет                                 |              | Иркутск                                         | 1930                           | 14994                       |                                                                                   |
| 55  | Московский университет им. С. Ю. Витте                                                           |              |                                                 |                                | 14977                       |                                                                                   |
| 56  | Иркутский государственный университет                                                            |              | Иркутск                                         | 1918                           | 14910                       |                                                                                   |
| 57  | Северо-Восточный федеральный университет имени М. К. Аммосова                                    |              | Якутск                                          | 1934                           | 14885                       |                                                                                   |
| 58  | Московский городской педагогический университет                                                  |              | Москва                                          | 1995                           | 14593                       |                                                                                   |
| 59  | Национальный исследовательский Мордовский государственный университет им. Н. П. Огарёва          |              | Саранск                                         | 1931                           | 14591                       |                                                                                   |
| 60  | Алтайский государственный университет                                                            |              | Барнаул                                         | 1973                           | 14470                       |                                                                                   |
| 61  | Национальный исследовательский Томский государственный университет                               |              | Томск                                           | 1878                           | 14460                       |                                                                                   |
| 62  | Омский государственный технический университет                                                   |              | Омск                                            | 1942                           | 14367                       |                                                                                   |
| 63  | Томский государственный университет систем управления и радиоэлектроники                         |              | Томск                                           | 1962                           | 14330                       |                                                                                   |
| 64  | Владимирский государственный университет имени Столетовых                                        |              | Владимир                                        | 1958                           | 14256                       |                                                                                   |
| 65  | Сибирский государственный университет науки и технологий имени академика М. Ф. Решетнева         |              | Красноярск                                      | 1960                           | 13937                       |                                                                                   |
| 66  | Орловский государственный университет имени И. С. Тургенева                                      |              | Орёл                                            | 1919                           | 13855                       |                                                                                   |
| 67  | Российский государственный аграрный университет — МСХА имени К. А. Тимирязева                    |              | Москва                                          | 1865                           | 13698                       |                                                                                   |
| 68  | Пермский национальный исследовательский политехнический университет                              |              | Пермь                                           | 1953                           | 13621                       |                                                                                   |
| 69  | Новосибирский государственный педагогический университет                                         |              | Новосибирск                                     | 1935                           | 13224                       |                                                                                   |
| 70  | Волгоградский государственный технический университет                                            |              | Волгоград                                       | 1930                           | 13125                       |                                                                                   |
| 71  | Пермский государственный национальный исследовательский университет                              |              | Пермь                                           | 1916                           | 13032                       |                                                                                   |
| 72  | Оренбургский государственный университет                                                         |              | Оренбург                                        | 1955                           | 12955                       |                                                                                   |
| 73  | Тамбовский государственный университет имени Г. Р. Державина                                     |              | Тамбов                                          | 1918                           | 12912                       |                                                                                   |
| 74  | Кемеровский государственный университет                                                          |              | Кемерово                                        | 1953                           | 12706                       |                                                                                   |
| 75  | Национальный исследовательский Московский государственный строительный университет               |              | Москва                                          | 1921                           | 12683                       |                                                                                   |
| 76  | Московский политехнический университет                                                           |              | Москва                                          | 1865                           | 12599                       |                                                                                   |
| 77  | Челябинский государственный университет                                                          |              | Челябинск                                       | 1976                           | 12535                       |                                                                                   |
| 78  | Санкт-Петербургский государственный университет аэрокосмического приборостроения                 |              | Санкт-Петербург                                 | 1941                           | 12316                       |                                                                                   |
| 79  | Воронежский государственный аграрный университет имени императора Петра I                        |              | Воронеж                                         | 1912                           | 12284                       |                                                                                   |
| 80  | Кабардино-Балкарский государственный университет им. Х. М. Бербекова                             |              | Нальчик                                         | 1957                           | 12255                       |                                                                                   |
| 81  | Российский государственный социальный университет                                                |              | Москва                                          | де-факто — 1978, де-юре — 1991 | 12070                       |                                                                                   |
| 82  | Забайкальский государственный университет                                                        |              | Чита                                            | 1938                           | 11966                       |                                                                                   |
| 83  | Санкт-Петербургский государственный экономический университет                                    |              | Санкт-Петербург                                 | 1930                           | 11935                       |                                                                                   |
| 84  | Санкт-Петербургский государственный архитектурно-строительный университет                        |              | Санкт-Петербург                                 | 1832                           | 11881                       |                                                                                   |
| 85  | Саратовская государственная юридическая академия                                                 |              | Саратов                                         | 1931                           | 11840                       |                                                                                   |
| 86  | Петербургский государственный университет путей сообщения Императора Александра I                |              | Санкт-Петербург                                 | 1809                           | 11837                       |                                                                                   |
| 87  | Белгородский государственный технологический университет им. В. Г. Шухова                        |              | Белгород                                        | 1854                           | 11819                       |                                                                                   |
| 88  | Южно-Уральский государственный гуманитарно-педагогический университет                            |              | Челябинск                                       | 1934                           | 11726                       |                                                                                   |
| 89  | Саратовский государственный технический университет имени Гагарина Ю. А.                         |              | Саратов                                         | 1930                           | 11620                       |                                                                                   |
| 90  | Национальный исследовательский Томский политехнический университет                               |              | Томск                                           | 1896                           | 11553                       |                                                                                   |
| 91  | Государственный университет просвещения                                                          |              | Москва                                          | 1931                           | 11198                       |                                                                                   |
| 92  | Московский государственный юридический университет имени О. Е. Кутафина (МГЮА)                   |              | Москва                                          | 1931                           | 11096                       |                                                                                   |
| 93  | Северо-Западный институт управления — филиал РАНХиГС при Президенте РФ                           |              | Санкт-Петербург                                 | де-факто — 1918, де-юре — 1944 | 11083                       |                                                                                   |
| 94  | Юго-Западный государственный университет                                                         |              | Курск                                           | 1964                           | 10920                       |                                                                                   |
| 95  | Ростовский государственный экономический университет (РИНХ)                                      |              | Ростов-на-Дону                                  | 1931                           | 10814                       |                                                                                   |
| 96  | Севастопольский государственный университет                                                      |              | Севастополь                                     |                                | 10790                       |                                                                                   |
| 97  | Дагестанский государственный университет                                                         |              | Махачкала                                       | 1931                           | 10700                       |                                                                                   |
| 98  | Магнитогорский государственный технический университет им. Г. И. Носова                          |              | Магнитогорск                                    | 1934                           | 10695                       |                                                                                   |
| 99  | Ульяновский государственный университет                                                          |              | Ульяновск                                       | 1988                           | 10622                       |                                                                                   |
| 100 | Тихоокеанский государственный университет                                                        |              | Хабаровск                                       | 1958                           | 10490                       |                                                                                   |